# Жизнь удалась (мини-альбом)
«Жизнь удалась» — пятый мини-альбом российского рэпера Face, релиз которого состоялся 26 февраля 2021 года. Всего в мини-альбом вошло 4 сольных композиции, включая вышедший ранее сингл «Рэйман».
Выход мини-альбома был анонсирован 20 февраля 2021 года, в соцсетях музыканта.

## Описание
В декабре 2019 Иван Дрёмин заявил что работает над новым альбомом. В июле 2020 года ввиде сниппета рэпер представил трек «Маленькая тёлка» позже вошедший в «Жизнь удалась». 20 февраля 2021 выход альбома был анонсирован во всех соцсетях FACE.
В отличие от предыдущего альбома «12», вышедшего 1 октября 2019 года и выполненного в жанре осознанного хип-хопа, с поднятием острых социальных тем, проблемам детства и юношества, «Жизнь удалась» это лёгкое, незамысловатое EP наполненное жизнерадостной эстетикой. Мини-альбом состоит из 4 композиций, включая вышедший ранее сингл «Рэйман».
Первый трек «Маленькая тёлка» посвящен возлюбленной рэпера Марьяне Ро. В треке также упоминаются места малой родины Уфимского рэпера:

От Авроры первой до тридцатой
Вокруг Дуванского бульвара и обратно до «Мака»

В 2020 году Рэпер представил клип на трек «Просто», снятый в родной Уфе.

## Видеоклип на трек «Рэйман»
22 декабря 2020 года Рэпер представил клип на сингл «Рэйман», позже вошедшего в мини-альбом «Жизнь удалась». По сюжету клипа FACE появляется в деловом костюме, выходя из лимузина. Далее в сопровождении телохранителей Иван посещает библиотеку. Однако ключевым моментом является отсутствие на лице артиста набитых им в апреле 2017 года фирменных татуировок «Numb» и «Hate Love». Последняя отсылает к одноимённому альбому рэпера. «Да я свёл татуировки» написал музыкант к премьере клипа в своих соцсетях.
Однако позже FACE опроверг сведение тату с лица, прокомментировав это используя греческую притчу «Щебет Диогена»:

Однажды Диоген на городской площади начал читать философскую лекцию. Его никто не слушал. Тогда Диоген заверещал по-птичьи, и вокруг собралась сотня зевак. «Вот, афиняне, цена вашего ума», — сказал им Диоген. — Когда я говорил вам умные вещи, никто не обращал на меня внимания, а когда защебетал, как неразумная птица, вы слушаете меня разинув рот.

«Пранк вышел из под контроля» добавил Дрёмин.

## Видеоклип на трек «Плачу»
5 марта 2021 года на YouTube канале Дрёмина состоялась премьера клипа  «Плачу». Несмотря на оптимистичное название мини-альбома «Жизнь удалась», в видеоклипе исполнитель погружает зрителя в мрачную атмосферу психиатрической больницы. Главный герой, заключенный в психиатрическое отделение против своей воли, окружен пациентами с такими же татуировками на лице и руках. Он проходит лечение, выступает перед другими пациентами и вынужден есть местную, явно не аппетитную, похлёбку. В конце концов, герой решается на побег. На последнем кадре клипа прослеживается связь с предыдущим клипом музыканта «Рэйман»: он находит те самые костюм и бордовый галстук, в которые был одет в декабрьском видео. Отсылка к «Рэйману» встречается и раньше, когда санитары показывают персонажу Face кадры из одноименной игры.

## Отзывы
Рецензент информационного агентства InterMedia описывает мини-альбом «Жизнь удалась» следующим образом:

«Жизнь удалась» - пошлая поп-музыка, скорее отсылающая нас к «24 на 7», нежели к «Лизе» или «Антидепрессанту». Смакование спокойствия и счастья - явно не тема Дремина. В каждой песне слышится полное безразличие к происходящему. Вместо «мафиози на пенсии» получилась какая-то инородная слащавость.

## Список композиций
| №                   | Название            | Автор(ы)            | Продюсер            | Длительность |
| ------------------- | ------------------- | ------------------- | ------------------- | ------------ |
| 1.                  | «Маленькая тёлка»   | Face                | Davincy             | 2:40         |
| 2.                  | «Плачу»             | Face                | Sogimura            | 2:22         |
| 3.                  | «В новых Адиках»    | Face                | Sogimura            | 2:34         |
| 4.                  | «Рэйман»            | Face                | Jamie Hall          | 2:32         |
| Общая длительность: | Общая длительность: | Общая длительность: | Общая длительность: | 10:04        |

## Чарты
| Чарты                | Высшая позиция |
| -------------------- | -------------- |
| Россия (BandLink)    | 1              |
| Россия (Apple Music) | 2              |
| Россия (ВКонтакте)   | 2              |
| Россия (ITunes)      | 48             |

| Чарты                  | Песня             | Высшая позиция |
| ---------------------- | ----------------- | -------------- |
| Россия (Apple Music)   | «Рэйман»          | 2              |
| Украина (Spotify)      | «Рэйман»          | 7              |
| Россия (Spotify)       | «Рэйман»          | 8              |
| Россия (YouTube)       | «Рэйман»          | 57             |
| Казахстан (Spotify)    | «Рэйман»          | 103            |
| Беларусь (Spotify)     | «Рэйман»          | 117            |
| Россия (Spotify)       | «В новых адиках»  | 43             |
| Россия (ВКонтакте)     | «В новых адиках»  | 52             |
| Украина (Spotify)      | «В новых адиках»  | 74             |
| Россия (Apple Music)   | «В новых адиках»  | 79             |
| Россия (ВКонтакте)     | «Маленькая тёлка» | 28             |
| Россия (Apple Music)   | «Маленькая тёлка» | 29             |
| Россия (Spotify)       | «Маленькая тёлка» | 37             |
| Украина (Spotify)      | «Маленькая тёлка» | 67             |
| Россия (YouTube Music) | «Плачу»           | 15             |
| Россия (Apple Music)   | «Плачу»           | 88             |